# Велике Стремлєння
Велике Стремлєння (рос. Большое Стремление) — присілок у Кінгісеппському районі Ленінградської області Російської Федерації.
Населення становить 65 осіб. Належить до муніципального утворення Нєжновське сільське поселення.

## Історія
Згідно із законом від 28 жовтня 2004 року № 81-оз належить до муніципального утворення Нєжновське сільське поселення.

## Населення
| 1838 | 1857 | 1862 | 1882 | 1885 | 1899 | 1997 |
| ---- | ---- | ---- | ---- | ---- | ---- | ---- |
| 240  | ↘216 | ↗228 | ↗286 | ↘245 | ↗310 | ↘93  |
| 2007 | 2010 | 2017 |      |      |      |      |
| ↘66  | ↗87  | ↘65  |      |      |      |      |